# Béryl (essai nucléaire)
Pour les articles homonymes, voir Béryl (homonymie).
Béryl est le nom de code du deuxième essai nucléaire souterrain de la France, qui a eu lieu le 1er mai 1962 à In Ecker, au nord de Tamanrasset, dans le Sahara algérien.
L'objectif de l'expérimentation est de tester l’AN-11, la première arme nucléaire française opérationnelle.
Un accident nucléaire s'est produit lors de cet essai. En effet, tout était prévu pour que l'explosion fût confinée à l'intérieur de galeries creusées dans la montagne du Taourirt Tan Afella mais un défaut de confinement a conduit à libérer des éléments radioactifs associés à des laves et des scories, ainsi qu'à des aérosols. Une centaine de personnes ont été exposées à une dose supérieure à 50 mSv, dont Pierre Messmer, alors ministre des Armées, et Gaston Palewski, ministre de la Recherche scientifique.
Lors de la réalisation de l’essai Béryl, le 1er mai 1962, la fermeture de la galerie a été imparfaite et 5 à 10 % de la radioactivité générée par l’essai est sortie, soit sous forme de laves et de scories projetées sur le carreau, soit sous forme d'aérosols et de produits gazeux formant un nuage qui a culminé à environ 2 600 mètres d'altitude. 
L’axe principal du nuage radioactif formé était dirigé vers l’est et la contamination atmosphérique a été détectée sur environ 150 kilomètres.

## Localisation
Pour l'essai Béryl comme pour les autres, le choix se porta sur un site éloigné du territoire métropolitain, celui d'In Eker dans le Taourirt Tan Afella, l'un des massifs granitiques du Hoggar (Sahara algérien). Le consentement des autorités algériennes fut donné pour treize essais souterrains en galeries de tir entre novembre 1961 et février 1966. In Eker se trouve à environ 150 km au nord de Tamanrasset : il est aménagé à partir de 1961 et un aérodrome est construit au nord-est d'In Amguel, entre le village targui de In-Amguel et le puits d'In Eker, dont le fort était alors contrôlé et occupé par des gendarmes français. Une base mixte CEA-DAM dite « Oasis 1 » est alors construite de manière à ne pas être visible de la route à quelques kilomètres à l'est du Tan Afella. Après l'accident, elle sera transférée vers la base « Oasis 2 », à mi-chemin d'In Amguel, plus éloignée de la zone contaminée.
L'essai Béryl est tiré le 1er mai 1962 au point 24° 03′ 46,8″ N, 5° 02′ 30,8″ E,,,. L'engin est placé au fond du tunnel E2, dont l'entrée est située environ 1,5 km à l'est, au point 24° 03,819′ N, 5° 03,408′ E.

## Description de l'accident

### Un confinement défaillant
La France, ayant dû abandonner les essais aériens et les remplacer par des essais souterrains moins polluants, a opté pour des essais souterrains en zone marine (atolls) ou désertique. Les tirs sahariens étaient ici réalisés « en galeries », celles-ci étant creusées horizontalement dans le Tan Afella sur le site d'In Ecker.
Ce type de galeries de tir était creusé de manière à se terminer en colimaçon. Cette forme de tunnel d'une part fragilise fortement le sol à cet endroit, et d'autre part freine en ce point l'expulsion des gaz, des poussières et des laves produits par la vitrification du sol. Selon les calculs des ingénieurs, en raison de ces deux facteurs, la galerie devait en ce point s'effondrer et se colmater. Elle était de plus refermée par un bouchon de béton. En fait, quatre portes en acier très résistantes fermaient la galerie à différents niveaux recouvertes pour étanchéité de mousse de polyuréthane. Ces mesures étaient réputées permettre le meilleur confinement possible de la radioactivité, ce qui avait justifié qu'on ait invité de nombreux « officiels » à assister au tir.

### Un nuage radioactif s'échappe
Le 1er mai 1962, lors de ce deuxième essai souterrain, le colimaçon semble ne pas s'être effondré assez tôt et le bouchon a été pulvérisé. La porte fermant la galerie à son extrémité fut projetée à plusieurs dizaines de mètres, laissant s'échapper un nuage radioactif de gaz et de particules hors de la galerie de tir. Une fraction de la radioactivité a été expulsée avec les gaz, laves et scories. Les laves se sont solidifiées sur le carreau de la galerie, mais les aérosols et produits gazeux ont formé un nuage qui a culminé à près de 2 600 m d'altitude, à l'origine d'une radioactivité détectable jusqu'à quelques centaines de kilomètres.
Selon le témoignage de Pierre Messmer, quelques secondes après le tremblement du sol provoqué par l'explosion, les spectateurs ont vu « une espèce de gigantesque flamme de lampe à souder qui partait exactement à l'horizontale dans notre direction […] Cette gigantesque flamme s'est éteinte assez rapidement et a été suivie par la sortie d'un nuage, au début de couleur ocre, puis qui est rapidement devenu noir ».

### Contamination des spectateurs
Le nuage radioactif était poussé par le vent vers l'est, avec dans cette direction, une contamination atmosphérique significative mesurée jusqu'à environ 150 kilomètres. Un certain nombre de personnalités, dont deux ministres (Pierre Messmer, ministre des Armées, et Gaston Palewski, ministre de la Recherche scientifique) assistaient aux essais, ainsi que des militaires et des civils, soit au total un millier de personnes.

### Fermeture de la galerie
Ultérieurement la sortie de la galerie fut couverte de béton, faute de meilleurs moyens de décontamination.

## Les raisons de l’incendie
Le tir « Béryl » est le deuxième essai nucléaire souterrain français, réalisé dans le massif granitique du Tan Afella (Hoggar, In Ecker, Sahara algérien). L’objectif militaire était de tester la bombe AN‑11 (charge fissile de 60 kt) dans sa configuration opérationnelle, en préparation de la dissuasion nucléaire française. Le contexte politique était particulièrement tendu : l’Algérie allait devenir indépendante en juillet 1962 (Accords d’Évian, mars 1962) et la France souhaitait valider sa capacité nucléaire avant cette échéance. Près de 2 000 militaires et scientifiques, dont les ministres Pierre Messmer (Armées) et Gaston Palewski (Recherche), assistaient au tir. Leur présence, jugée sûre grâce aux mesures de confinement, reflétait la confiance de l’État dans le dispositif technique. En pratique, cependant, une centaine de personnes reçurent plus de 50 mSv de rayonnements, et plusieurs militaires développèrent des doses de plusieurs centaines de mSv.

### Dispositif d’essai et géologie du site
Le puits d’essai (galerie E2) était creusé horizontalement sur environ 800–1 200 m dans le granite du Tan Afella. Sa géométrie en colimaçon était destinée à créer un bouchon auto-obturant par effondrement lors de l’explosion. Le dispositif prévoyait un bouchon de béton massif et quatre portes en acier très résistantes, scellées par mousse polyuréthane pour assurer l’étanchéité. On postulait que la combinaison de l’onde de choc, de l’effondrement du tunnel spiralé et des obturateurs mécaniques empêcherait toute fuite radioactive. La roche granitique de ce massif, bien que dure, est fracturée – ce qui peut créer des failles naturelles. Ces fissures ont ensuite facilité la formation d’une « cheminée » dans les débris, laissant remonter les gaz et aérosols radioactifs vers la surface.

### Puissance et erreurs de conception
Les ingénieurs avaient estimé la puissance de l’explosion et les effets sur la structure du puits, mais ces prévisions se révélèrent erronées. Selon le témoignage d’un vétéran, « les calculs des physiciens se sont révélés faux. Plus forte que prévue, l’explosion a fait sauter le bouchon du puits ». En pratique, l’explosion (d’environ 40 kt) dépassa les hypothèses de conception. Le choc thermique et la surpression étaient sous-estimés. Le calcul prévoyait que l’onde de choc refermerait le colimaçon avant l’arrivée du magma fondu, mais en réalité l’obturation survint trop tard. Le béton du bouchon et les portes en acier furent pulvérisés par la surpression. En résumé, la sous‑estimation de la puissance réelle et la surestimation du dispositif de confinement ont été des erreurs critiques : l’explosion a vaincu la barrière prévue et libéré de la radioactivité.

### Mécanismes physiques de fuite
L’accident se traduisit par un rejet violent de matériaux radioactifs hors du puits. Le choc bruyant entendu à 12 h 30 fut suivi d’une violente expulsion : on vit sortir un bouchon enflammé et un épais nuage noir. Environ 5–10 % de la radioactivité libérée par l’explosion a été projetée hors de la galerie sous forme de laves vitrifiées et de scories. Une masse estimée à ~700 m³ de matériaux fondus se déversa à l’extérieur de l’entrée E2 et se solidifia en coulées d’environ 40 cm d’épaisseur sur le sol. Parallèlement, des gaz et aérosols radioactifs formèrent un panache accroché au puits. Ce nuage est monté jusqu’à 2 600 m d’altitude avant d’être dispersé par le vent. Le vent a alors transporté la radioactivité sur plusieurs dizaines de kilomètres – l’axe principal était vers l’est et des traces ont été détectées jusqu’à ~150 km. Au total, la combinaison de la surpression instantanée et de l’effondrement partiel du tunnel a créé un canal de fuite (effet « cheminée ») par lequel les radionucléides ont rejoint l’atmosphère’

## Conséquences sanitaires
Gaston Palewski mourra d'une leucémie en 1984, soit vingt-deux ans après les faits, à l'âge de 83 ans. Selon Pierre Messmer, il était persuadé que ce cancer avait été causé par l'accident. Pierre Messmer est également mort d'un cancer, mais à un âge plus avancé (91 ans), sans qu'il soit possible de lier ce cancer à cet accident. Selon les comptes rendus officiels disponibles, la plupart des militaires n'ont reçu qu'une irradiation externe. Aucune information n'est en revanche disponible sur l'état de santé des populations civiles touareg du Sahara.

### Effet sanitaire selon les rapports officiels
Neuf personnes situées dans un poste isolé ont traversé la zone contaminée après avoir, au moins temporairement, ôté leur masque. Dès leur retour en base vie (H+6), elles ont fait l'objet d'une surveillance clinique, hématologique (évolution des populations cellulaires sanguines) et radiologique (spectrogammamétrie, mesures d'activité dans les excrétas). Les équivalents de dose engagée reçus par ces personnes ont été évalués à environ 600 mSv. Ces neuf personnes ont été ensuite transportées à l'hôpital militaire Percy à Clamart pour surveillance et examens radiobiologiques complémentaires. Le suivi de ces neuf personnes n'a pas révélé de maladie spécifique.
Des conséquences sanitaires sont envisageables pour la quinzaine de personnes fortement contaminées (à plus de 100 mSv) par l'essai Béryl.
Les estimations donnent les chiffres suivants :
| Nombre de personnes | Dose reçue |
| ------------------- | ---------- |
| 9                   | 600 mSv    |
| 15                  | > 200 mSv  |
| 100                 | > 50 mSv   |
| ~ 240               | < 2,5 mSv  |

Les équivalents de dose qui auraient été reçus par des populations présentes au moment de la retombée et qui auraient ensuite séjourné au même endroit ont été évalués. Les populations nomades du Kel Torha, les plus exposées (240 personnes évoluant à la frange nord de la retombée) auraient ainsi pu recevoir des équivalents de dose cumulée allant jusqu'à 2,5 mSv (de l'ordre de grandeur d'une année de radioactivité naturelle).
Le nombre d'Algériens contaminés reste inconnu à ce jour, et la contamination éventuelle de la chaîne alimentaire à la suite de ré-envols ou concentrations locales de radionucléides ne semble pas avoir fait l'objet d'études.
Le nuage radioactif formé était dirigé plein Est. Dans cette direction, la contamination atmosphérique était significative jusqu'à environ 150 km, distance sur laquelle il n'y avait pas de population saharienne sédentaire.

## Postérité

### Cinéma
Le téléfilm Vive la bombe !, réalisé par Jean-Pierre Sinapi en 2006, relate cet événement vécu par des militaires irradiés lors de cet incident.
Il a été diffusé sur Arte le 16 mars 2007 puis sur France 2 le 28 avril 2009 et à nouveau sur Arte le 10 février 2010.
Le documentaire Gerboise bleue, réalisé par Djamel Ouahab et sorti en 2009, évoque largement cet accident, avec en particulier le témoignage d'un rescapé.
Sorti en 2013, At(h)ome, documentaire de 53 min, réalisé par Élisabeth Leuvrey avec des photos de Bruno Hadjih, recueille les témoignages de populations exposées.

### Littérature
Le roman L’Affinité des traces, de Gérald Tenenbaum, évoque l’accident à travers les yeux d’une jeune secrétaire employée sur la base, qui choisit ensuite de vivre avec les Touaregs[réf. souhaitée].
Le roman À Dieu vat, de Jean-Michel Guenassia évoque cet épisode à travers les yeux d'une femme ingénieur qui a fait partie dès la première heure du développement de la bombe atomique française[réf. souhaitée].